# Орион (ракета)
Вижте пояснителната страница за други значения на Орион.
Орион е малка експериментална американска ракета. Тя е дълга 5,6 метра, има диаметър 0,35 метра, при излитане тежи 400 кг, генерира 7 kN тяга и достига до 85 км височина. Орион е построена от НАСА и обикновено се използва като горна степен на свръхзвукови ракети.